# John Sherrington
John Francis Sherrington (ur. 5 stycznia 1958 w Leicesterze) – brytyjski duchowny rzymskokatolicki, w latach 2011-2025 biskup pomocniczy Westminsteru, arcybiskup metropolita Liverpoolu od 2025.

## Życiorys
Tytuł magistra matematyki uzyskał w Queens’ College na Uniwersytecie Cambridge .
Święcenia kapłańskie przyjął 13 czerwca 1987 w diecezji Nottingham. Po krótkim stażu wikariuszowskim został wykładowcą najpierw w kolegium w Dublinie, a następnie w seminarium w Wonersh. W latach 2004–2011 pracował duszpastersko w kilku parafiach diecezji.
30 czerwca 2011 papież Benedykt XVI mianował go biskupem pomocniczym Westminsteru ze stolicą tytularną Hilta. Sakry udzielił mu 14 września 2011 Vincent Nichols, arcybiskup metropolita Westminsteru. 
5 kwietnia 2025 papież Franciszek przeniósł go na urząd arcybiskupa metropolity Liverpoolu. Ingres odbył się 27 maja 2025. Paliusz otrzymał z rąk papieża Leona XIV w dniu 29 czerwca 2025.